# 다마반드산
다마반드산(페르시아어:  دماوند , 영어: Mount Damavand)은 높이 5,610m의 성층 화산이다. 이란을 비롯한 중동에서 가장 높은 산이며, 아시아 전체에서 가장 높은 화산이다. 분화 기록은 없지만, 아직 활동 중인 화산일 가능성은 있다. 2007년 7월 6일, 정상 근처의 화산공에서 황 성분이 분출된 기록이 있다.
카스피해의 남쪽, 마잔다란 주에 위치한다. 수도인 테헤란에서는 북쪽으로 66km 떨어져 있다.
이 산은 이란 문화에서 힘, 자부심, 그리고 영광의 상징이다. 이란의 시인들은 적에 대항하여 끊임없이 싸우는 데 얘기할 때 “다마반드”라는 단어를 사용한다.
이란의 역사 속에서 다마반드는 항상 상징적인 존재였고, 그 이름 또한 이란과 같은 뜻을 지니고 있다. 산에 관한 많은 이야기와 서사시들이 써졌고, 이란 사람들의 문화와 믿음을 간직하는 상징물을 반영했다.